# C/1976 D2 (Schuster)
 C/1976 D2 (Schuster) ist ein Komet, der ab 1976 für etwas mehr als zwei Jahre nur fotografisch mit Teleskopen am Südhimmel beobachtet werden konnte. Er war zu dieser Zeit der bei seiner Entdeckung am weitesten von der Sonne entfernte Komet und auch der mit der größten Periheldistanz.

## Entdeckung und Beobachtung
Der Komet wurde von dem deutschen Astronomen H.-E. Schuster auf einer fotografischen Aufnahme entdeckt, die am 25. Februar 1976 mit einem 1-m-Schmidt-Teleskop am La-Silla-Observatorium in Chile aufgenommen worden war. Der Komet hatte eine Helligkeit von 15 mag und zeigte einen kurzen verwaschenen Schweif. Die Entdeckung konnte mit einer weiteren Aufnahme am 3. März bestätigt werden. Im März wurde der Komet von verschiedenen Observatorien in Arizona und Neuseeland beobachtet, um genügend Daten für eine Bahnberechnung zu erhalten.
Der Komet war zum Zeitpunkt seiner Entdeckung etwa 7,4 AE von der Sonne und 6,7 AE von der Erde entfernt. Wie später berechnet werden konnte, hatte er seinen sonnennächsten Punkt (Perihel) bereits etwa ein Jahr zuvor durchlaufen. Die Entdeckung erfolgte, als er nach einem Jahr wieder in Erdnähe kam.
Während des restlichen Jahres 1976 gab es nur noch wenige Beobachtungen in Chile, Neuseeland und Australien, die Helligkeit sank bis Ende des Jahres auf 19 mag. Auch in der ersten Hälfte des Jahres 1977 gelangen nur noch wenige Beobachtungen. 1978 wurde der Komet noch zweimal fotografiert, Anfang Januar an der Europäischen Südsternwarte in Chile und zum letzten Mal am 7. April am Perth-Observatorium in Australien. Zu diesem Zeitpunkt seiner letzten Beobachtung war der Komet bereits 10,0 AE von der Sonne entfernt, was damals auch nur vom Kometen C/1927 E1 (Stearns) überboten wurde.
Weitere Versuche, den Kometen mit dem ESO-3,6-m-Teleskop bei Entfernungen von 11–13 AE von der Sonne aufzufinden, blieben ohne Ergebnis. Von Oktober bis Anfang Dezember 1991 wurde dann noch dreimal mit dem 3,58-m-New Technology Telescope an der Europäischen Südsternwarte versucht, den Kometen an der jeweils berechneten Position bei einem Sonnenabstand von 31 AE zu fotografieren. Dies war aber erfolglos, obwohl Objekte bis herab zu 27,5 mag in Reichweite waren. Aus den Beobachtungen konnte auf einen maximalen Radius des Kometenkerns von 10,3 km geschlossen werden.

## Umlaufbahn
Für den Kometen konnte aus 54 Beobachtungsdaten über einen Zeitraum von über 2 Jahren eine (temporär) hyperbolische Umlaufbahn bestimmt werden, die um rund 112° gegen die Ekliptik geneigt ist. Die Bahn des Kometen steht damit sehr steil angestellt zu den Umlaufbahnen der Planeten, er durchläuft seine Bahn gegenläufig (retrograd) zu ihnen. Im sonnennächsten Punkt (Perihel), den der Komet am 15. Januar 1975 durchlaufen hat, war er noch etwa 1,03 Mrd. km von der Sonne entfernt und befand sich damit im Bereich zwischen den Umlaufbahnen von Jupiter und Saturn. Da der Komet den Bereich der inneren Planeten nicht erreichte, gab es keine nennenswerten Annäherungen an diese. Den geringsten Abstand zur Erde erreichte er am 3. April 1975 mit etwa 891,2 Mio. km (5,96 AE).
Nach den Bahnelementen, wie sie in der JPL Small-Body Database angegeben sind, bewegte sich der Komet lange vor seiner Passage des inneren Sonnensystems noch auf einer langgestreckten elliptischen Bahn mit einer Exzentrizität von etwa 0,99964 und einer Großen Halbachse von etwa 19.300 AE, so dass seine Umlaufzeit bei etwa 2,7 Mio. Jahren lag. Der Komet kam demnach aus der Oortschen Wolke. Durch die Anziehungskraft der Planeten wurde diese Bahn nicht wesentlich verändert, da der Komet sich auch den großen Planeten nicht stark annäherte. So passierte er den Jupiter am 15. März 1972 in knapp 8 AE, den Uranus am 25. März 1974 in knapp 11 ½ AE, den Saturn am 12. Oktober 1976 in etwa 9 AE, und den Jupiter ein weiteres Mal am 30. Dezember 1977 in knapp 9 ⅔ AE Abstand, so dass seine zukünftige Bahn eine Bahnexzentrizität von etwa 0,99966, eine Große Halbachse von etwa 20.400 AE und eine Umlaufzeit von etwa 2,9 Mio. Jahren aufweisen wird.
Nachdem durch Brian Marsden bereits kurz nach der Entdeckung des Kometen Bahnelemente berechnet worden waren, die seine ungewöhnlich große Periheldistanz anzeigten, wurde in den folgenden Jahren beim Vorliegen weiterer Beobachtungen von mehreren Forschern versucht, seine Bahn immer besser zu berechnen. So stellten neben Marsden auch Y. Banno, S. Nakano und T. Kobayashi Bahnelemente vor, die teilweise elliptische, aber auch hyperbolische Bahnen beschrieben. Marsden, Z. Sekanina und E. Everhart versuchten daraufhin 1978 aus den vorhandenen Daten die ursprüngliche und die zukünftige Bahn des Kometen zu berechnen. Sie fanden zunächst in beiden Fällen eine elliptische Bahn mit einer Umlaufzeit von 1,8 Mio. bzw. 1,9 Mio. Jahren. 1990 konnte Marsden mit verbesserten Ausgangsdaten diese Werte noch einmal präzisieren auf Umlaufzeiten von 2,2 Mio. bzw. 2,4 Mio. Jahren.
Bereits 2011 hatten Dybczyński und Królikowska mit statistischen Methoden und unter Berücksichtigung der Störungen durch die Planeten und relativistischer Effekte, sowie der galaktischen Gezeitenwirkung festgestellt, dass der Komet ein „dynamisch alter“ Komet war, der bei seinem vorherigen Umlauf auch bereits näher an die Sonne herangekommen war als dieses Mal, nämlich möglicherweise bis zu einer Periheldistanz von etwa 5–6 AE.
In Untersuchungen aus dem Jahr 2014 und 2017 konnte M. Królikowska dann unter Verwendung von insgesamt 57 Beobachtungen des Kometen über einen Zeitraum von über 2 Jahren die Bahnbestimmung wesentlich präziser durchführen. Sie bestimmte auch Werte für die ursprüngliche und zukünftige Bahnform lange vor bzw. nach dem Durchgang durch das innere Sonnensystem. Sie erhielt als Ergebnis, dass der Komet sich vor seiner Annäherung an die Sonne auf einer elliptischen Bahn mit einer Exzentrizität von etwa 0,99961, einer Großen Halbachse von etwa 17.600 AE (Unsicherheit ±13 %) und einer Umlaufzeit von etwa 2,3 Mio. Jahren bewegte. Für die zukünftige Bahn bestimmte sie eine nur geringfügig veränderte elliptische Bahn mit einer Exzentrizität von etwa 0,99963, einer Großen Halbachse von etwa 18.500 AE (Unsicherheit ±13 %) und einer Umlaufzeit von etwa 2,5 Mio. Jahren. Nach seinem nächsten Umlauf wird er sich wahrscheinlich bis zu einer Periheldistanz von etwa 17 AE an die Sonne annähern.